# Лапарелли, Франческо
Франческо Лапарелли или Франческо Лапарелли да Кортона (итал. Francesco Laparelli, 5 апреля 1521, Кортона — 20 октября 1570,  Кандия, остров Крит) — итальянский архитектор и один из наиболее значительных военных инженеров XVI в., ученик Микеланджело Буонарроти.

## При Пие IV
Первым большим заданием для Лапарелли стала перестройка крепости Del Girifalco в Ареццо на холме над Кортоной по заданию Габрио Сербеллони. В 1560 году он занимался восстановлением укреплений в Чивитавеккье. В том же году разработал план фортификации нового устья Тибра. В следующем году руководил работами по укреплению Ватиканского холма. Во время конфликта Флоренции и Сиены занимался укреплением Кортоны; позже руководил строительством там колокольни Кафедрального собора, возможно, заменив в этом Джорджо Вазари. Участвовал в надстройке и укреплении стен Замка Святого Ангела при Пие IV в 1565 году.

## Мальта
Будучи на службе Ватикана, по просьбе Великого Магистра Мальтийского ордена Жана Паризо де ла Валетта к папе римскому Пию V прибыл для руководства строительством укреплений и нового города Валетты, заложенными в 1566 году. Строительство началось всего через несколько месяцев после окончания Великой осады Мальты на незанятой территории полуострова Скиберрас и с самого начала велось по строгой схеме Лапарелли, в результате чего город представляет собой идеальный образец архитектуры Возрождения. Работа Лапарелли носила во многом подготовительный характер (он покинул Мальту до окончания возведения многих зданий) и была продолжена Джироламо Кассаром. С их именами связано заметное влияние итальянского маньеризма на мальтийскую архитектуру.